# Table des caractères Unicode/UAA60
Cette page contient des caractères spéciaux ou non latins. S’ils s’affichent mal (▯, ?, etc.), consultez la page d’aide Unicode.
Table des caractères Unicode U+AA60 à U+AA7F.

## Birman étendu — A
Utilisés pour l’écriture birmane.
Le caractère U+AA7B à U+AA7D sont des diacritique ; ils sont combinés ici avec la lettre birmane ka « က » (U+1000) à des fins de lisibilité.

### Table des caractères
| en fr  | 0 | 1 | 2 | 3 | 4 | 5 | 6 | 7 | 8 | 9 | A | B | C | D | E | F |
| ------ | - | - | - | - | - | - | - | - | - | - | - | - | - | - | - | - |
| U+AA60 | ꩠ | ꩡ | ꩢ | ꩣ | ꩤ | ꩥ | ꩦ | ꩧ | ꩨ | ꩩ | ꩪ | ꩫ | ꩬ | ꩭ | ꩮ | ꩯ |
| U+AA70 | ꩰ | ꩱ | ꩲ | ꩳ | ꩴ | ꩵ | ꩶ | ꩷ | ꩸ | ꩹ | ꩺ | ကꩻ | ကꩼ | ကꩽ | ꩾ | ꩿ |